# Tangkit Serdang
Tangkit Serdang is een bestuurslaag in het regentschap Tanggamus van de provincie Lampung, Indonesië. Tangkit Serdang telt 3963 inwoners (volkstelling 2010).